# Sebeő Talán
Sebeő Talán (2004-től Far Severő Sapirico; Budapest, 1958. szeptember 15. –) magyar filozófus, író, esztéta, képzőművész. 

## Életpályája
Négy egyetem kilenc szakán három diplomát (biológia, filozófia, esztétika) szerzett. A Cseresorozat Nemzetközi Filozofikussági Művészetelőreiskola (1982) megalapítója. A Cserének nevezett unideologikus, együttgondolkodásra és lényeglátásra épülő közös aktív együttlevések filosofőre. 1983-tól 1988-ig Csere név alatt különleges, filozófiai-irodalmi-képzőművészeti fanzine-t is szerkesztett és adott ki, amelyekben egyedi grafikai és könyvészeti megoldásokat alkalmazott, és igen széles spektrumon foglalkozott filozófiával, irodalommal és képzőművészettel. 
1984-től kezdve évenként művészeti fesztiválokat (Gyorskettő, Kibontakozáskedvelők, Röviden, Láthatatlan művészet, Titanic fesztiválok 1988-tól) szervezett és a CSNFM számos közös cseréjének és performanszainak aktív közreműködője volt. 1986-ban létrehozta a Hejettes Szomlyazókkal közösen a Platón barlangjának nevezett alternatív centrumot egy Kavics utcai (Budapest) légópincében, ahol rendszeresen folytak a gondolatcserének nevezett előadások, fellépések és képzőművészeti tárlatok, művészetelméleti és filozófiai viták. A Platón barlangjának tevékenységét egy évvel később ellehetetlenítették, nem függetlenül attól, hogy Sebeő Talán életét és munkásságát a belügyminisztérium is figyelemmel kísérte. (Lásd ehhez a „Festő” dossziéját)
1988 óta (1997-ig) szervezője a TFMG, vagyis Titanic Filozofikussági Művészetelőreiskola Gondolatcseresorozata éves rendezvényeinek. 1991-ben egy alternatív hirdetési-kommunikációs mozgalomhoz csatlakozott, amelyet Wolfram Helmle, a Hirdetés újság Magyarországra letelepedett német tulajdonosa alapított, és amely a „32-esek” nevet kapta. Sebeő a Hirdetés című újság 32. rovatában, az "Olvasók rovatá"-ban jelentette meg kreatív, költői-ismeretelméleti hirdetéseit, melyre sokan reagáltak. Erről azt nyilatkozta 1993-ban: "Ez a XXI. századnak készül, nemcsak szociológus-történész szakos hallgatóknak, hanem talán időjárőröknek is. Ez az a dolog, ami összeköti majd a XXI. századot a XXII.-kel.".  1992-ben St. Auby Tamás meghívására a Bartók 32 Galériában rendezett nagyobb kiállítást rajzaiból Új népművészet 2050-2192 címmel, és ugyanebben az évben drámaíróként is jelentkezett a „Gondolám, a malom” c. művével, amit Tandori Dezső a Madách utáni összefoglaló magyar drámának aposztrofált. 1994-től működik az általa létrehozott Első Memória Fejlesztési Tréning, amit a Magyar Szabadalmi Hivatal 156915-ös lajstromszámú emblémás védjeggyel látott el. 1996-ban a Cseresorozat mediális kiterjesztéseként és a fesztiválokon rendezett cserék leszármazottjaként Gondolatcsere Rádiót működtetett heti rendszerességgel a Fiksz Rádió keretén belül. 2002-ben virtuális SCI-FILO-HUMOR Tanszéket alapított, mely ugyan nem kötődött egyetemekhez, de fontos szerepet játszottak benne az ELTE tudományfilozófusai (Ropolyi László és Szegedi Péter). 
A Cserével párhuzamosan más ideológiaellenes és szupranacionális formációk létrehozásában is meghatározó szerepet játszott, ilyen volt a Ritka Lengyel Autók Klubja (rövidítve: R. I. L. A. K., egy kulturális orientációjú „antiautós” klub) és a Skandinávia Kultúrtársaság Magyarország (Kőhegyi Tamással). Mindkettő összefonódott Sebeő kommunikációs praxisával (költői-tudományos-abszurd hirdetéseivel és kiterjedt levelezésével), amely a határlepusztítás jegyében egyrészt a fiktív identitások alapítására és gondozására, másrészt az alternatív gondolatrendszerek kultiválására irányult. 
Sebeő Talán „hirdetési” tevékenysége megelőzte és megelőlegezte a netes fórumokat, azok „prehisztorikus” verziója, de far severö sapirico névvel (és más nickname-ek alatt) később a net idején, aktív alakítója lett számos online beszélgetésnek, köztük a törzsasztal. hu-nak is. Az alábbi „indexes” fórumok létrehozója, illetve inspirálója: Harminckettesek, Lengyelország kultúrhegemón, Unitra – lengyel szerelem, mely utóbbi a hi-fi és a technológia világába vezet, mely szintén nem idegen tőle. Továbbá még ezek a topikok is a nevéhez fűződnek: Szavak -ló végződéssel, Közterület-elnevezések: miről kéne elnevezni? Magyar-magyar magyarázó IV., Trójai háború, Igazságok, Off-topik, stb. Jelenleg ír, nyelveket tanít, és egy új, forradalmi angol-német nyelvtankönyvön dolgozik.

## Munkássága
Munkásságára Platón, Friedrich Nietzsche és Martin Heidegger filozófiája gyakorolta a legnagyobb hatást, az ő eszmei alapjaikon dolgozta ki az unideologikus gondolatcsere elméletét, amelyet – többek között – az alábbi minőségekkel és folyamatokkal jellemzett: lényeglátás, folyamatérzékenység, titokranyitottság, világszerűvéválás. E fogalmak központi szerepet játszottak alkotói, szerkesztői, kiadói és szervezői tevékenységében is, melyet a görög dialogikus filozófia mellett a punk kultúra is inspirált. Művészetelméleti munkásságát a Csere elmélete és gyakorlata mentén fejtette ki, így a Csere (mint filozófia) egy hermeneutikai és fenomenológiai alapokon álló művészet- és kommunikációelméletnek is tekinthető. 
Művészetelméletében Sugár Jánossal kreálták az ún. "óniát". „Az ónia ens diminitum (kisebbített létező). Kezdetben tárgyként üti fel magát. A következő kritériumoknak kell megfelelnie tudni: 
- 1. legyen az erő (vagyis végtelenül egyszerű, radikális, komoly, türelmes, igényes);
- 2. legyen láthatatlan a mában (ez a szó Sugár János-i értelemben véve természetesen);
- 3. legyen lábadozó (der Genesende), vagyis az idő teltével legyen erőbb erő: kezdje meg saját, független életét. Következményei a ki-futás, a felgyorsulás és az új nyelv. Demokratikus, mivel ugyanazt az állapotot adja át túllépésnek; nem hierarchikus. Lentről nézve az érthetetlenség demokráciája. Az ónia később függetleníti magát a tárgyi létezéstől, személybe lép, személlyé lesz, társadalommá, állampótlóvá, másteremtővé. Vigyázat! Életveszélyes! Felszívja a Cserét is. Hasonló a Szophoklésztől ismert kemény dalnokhoz. ” – Sebeő Talán

Amíg az „erő” és a „lábadozó” fogalma Nietzschére, illetve Heideggerre vezethető vissza, addig a „láthatatlan művészet”-ben Erdély Miklós gondolatai (Extrapolációs gyakorlat, Lehetőség-vizsgálat) köszöntenek vissza. A határlepusztítás gyakorlata pedig innen (vagyis az avantgárd művészet felől) nézve nem más, mint az óniához vezető inter- és transzdiszciplináris út, amelyen keresztül egy holisztikus, provokatív gondolkodó portréja ( Sebeő Taláné) is kirajzolódik, aki nagy elődeihez hasonlóan egységben látja a természettudományok, a filozófia és a művészet elméleteit. Ezen egység különféle dimenzióit és csomópontjait foglalta egységbe Sebeő Talán rendhagyó eszme- és nyelvtörténeti szótára, a Magyar-magyar magyarázó I.-IV. is, amely az új, unideologikus és nempragmatikus tudást új nyelven, új nyelveken keresztül közelíti, de szépirodalmi és filozófiai műveit is ez a fajta komplexitás jellemzi. Részt vesz a szomagyarito. hu munkájában is, amelyet a Magyar Nyelvi Szolgáltató Iroda hozott létre. 
Korai műveiben elsősorban filozófiai és ismeretelméleti kérdések foglalkoztatták Nietzsche, Husserl és Heidegger művei nyomán, de ezekkel párhuzamosan már irodalmi szövegeket is alkotott. Gyerekkora óta ír verseket és novellákat, fontos korai szépirodalmi műve az Attingmola kísérete, amely a Sztrugackij-testvérek nyomán (Egy milliárd évvel a világ vége előtt) az időutazás és az időparadoxonok világába kalauzol. Az idő témája, az idő síkjai, az idő tételezése és értelmezése Sebeő Talán gondolatiságának egyik vezérfonala. Ezzel az időfonállal szorosan összefonódik azonban a tér fonala is, vagyis az, hogy hogyan tud, és miként létezik az ember a rendelkezésére álló téridőben. Így a csere, a határlepusztítás és az ónia mentén kirajzolódó művészet- és kommunikációelmélet egyúttal – filozófiai gyökereivel összhangban – lételmélet is. 
A tudományos-fantasztikus irodalom (Arkagyij és Borisz Sztrugackij mellett leginkább Stanisław Lem és Isaac Asimov) később is fontos inspirációt jelentett írói munkásságában, eddigi utolsó fő művében, Yestem (lengyelül: Én vagyok…) című regényében a sci-fi narratíváin keresztül jelennek meg alapvető lét- és ismeretelméleti problémák, de a tudomány és a fantasztikum toposzai hatják át legfontosabb drámai művét is, amely a beszédes „Gondolám, a malom” címet kapta. Ez utóbbi művére a rendkívül tág eszme- és kultúrtörténeti horizont is jellemző, hiszen műfaji megjelölése „rhapszódosz-kórusmű”, párbeszédei pedig nemcsak a görög tragédiákból, de a kora újkori pikareszk regényekből is építkeznek, miközben a telepata, überintellektuális űrszéllovasok és az érző emberi lények háborúját mesélik el egy olyan kerettörténetben, amely a reprezentáció (az elbeszélés és az ábrázolás) problematikájára épül. 
Hasonló komplexitás jellemzi az Azekinektudat az erdő szélén (alcíme: A személytelenség birodalma) szövegkönyvét is, amely szintén nemcsak ismeretelméleti, hanem ontológiai kérdésekkel is foglalkozik. A darab főhősei ugyanis fából készült szobrok, akik valójában érző és gondolkodó lények, akiknek sorsa egy különleges, univerzális kultúra-kollázs (természettudományos, bölcseleti, irodalmi és hétköznapi szövegek) előtt jelenik meg, melyet a darab két szereplője (Sebeő Talán és Szécsi Kiesel András) nemhumanoid arcmaszkban tár a nézők elé, erőteljes zenei kísérettel és mozgásművészettel Sugár János avantgárd díszletei előtt (https://www.youtube.com/results?search_query=cseresorozat+azakinektudat). 
Eddigi utolsó nagy prózai műve (far severő sapiricóként) a Yestem, az életművet jellemző episztemológiai és ontológiai kérdéseket vizsgálja tovább az új elektronikus világ problémahorizontja előtt, hiszen a különleges kémregény szereplői több síkon (Angyalok/ördögök – emberek – kompjúterfájlok) mozognak, és valahol éppen e síkok lehetséges kapcsolódása és egymásra hatása az episztemológiai „forgatókönyvregény” témája, melynek különleges szereplői dosztojevszkiji „lélekalakok”. A Yestem a „Gondolám, a malom”-hoz hasonlóan kísérlet egy újabb drámafajta megteremtésére. Ahogy a korai fő műben, a „Gondolám”-ban, úgy itt is a lét és tudat különféle síkjai és dimenziói tolódnak egymásba, és ekként mindkét mű felfogható a Csere és a Cseresorozat esszenciális megnyilatkozásaként is, mivel egyesítik és konfrontálják a filozófia, az irodalom és a természettudományok különféle eszméit és gondolati struktúráit. 

### Főbb művek
- Hogyan készítsünk Cserét? (1983)
- Martin Heidegger helyéről (1984)
- Bevezetés a wagneri és a nietzschei zenefelfogások közti különbségekbe (egyetemi disszertáció, mek. oszk. hu, 1985)
- Új ABC (1985)
- Balerina–rádiójáték (1985)
- CSNFM madridi lerakata, 1985

- Azakinektudat az erdő szélén – A személytelenség birodalma (színdarab, Szkéné Színház, 1988)
- Az ürügy tautológiája – Marcel Duchampról (ELTE BTK Esztétika Tanszék, 1987, archiválva az Artpool Művészetkutató Központban)
- Magyar–magyar magyarázó I–II. (Magyar Elektronikus Könyvtár, mek. oszk. hu 1988, 2003)

- Attingmola kísérete (1991)
- Gondolám, a malom (Gondolat–jel Kiadó, 1992), mek. oszk. hu
- Filozofikusság a ’80-as évek magyar művészetében (in: A modern posztjai, Nemzeti Kulturális Alap, 1994)
- Első Memória Fejlesztési Tréning (1994, Magyar Szabadalmi Hivatal védjegyszám: 156915)
- Láthatatlan lények Pisában és Athénben (2002)
- Yestem (2010), mek.oszk.hu
- (Az) utolsó grönlandi viking (2014), mek.oszk.hu
- Yestem II. paraklészisz- kibernEtika (2015), mek.oszk.hu
- Hornyik Sándor:A Cseresorozat lényegéről (2015, mek.oszk.hu, 1073 oldal, szerkesztette Hornyik Sándor és far severö sapirico)
- Yestem III. A Végzet kerékkötője (2018), mek.oszk.hu
- The last Greenland Viking (2023), mek.oszk.hu

### Kiállítások
1984. 10. 16-22. és 24-28. – GYORSKETTŐ fesztivál, Bercsényi Klub (a klub október 23-án zárva tartott), 32 műsor
- KIBONTAKOZÁSKEDVELŐK fesztivál, FMK, Budapest, 1985. március 1-8.

Kiállítók: Herencsár András, Beöthy Gránit, Máthé Sedah, Mertlik Ferenc, Ladányi Alkony, Ármos Ózon, Sebeő Talán, Fe Lugossy László
Megnyitó: Gazember Waszlavik László és a cserélők
- RÖVIDEN fesztivál, Galéria 11, 41 program BME, Budapest, 1986. március 25–április 8.

Kiállítók: Perneczky Géza, Hejettes Szomlyazók, Várnagy Tibor, Mertlik Ferenc, Beöthy Gránit Balázs, Kirschner Péter, Cseh Melinda, Ármos Ózon, Sugár János, Mezey Péter, Szőke Annamária, Barna Róbert, Lévay Péter, Weber Kristóf, Gazember Waszlavik László, Danka Attila, Nagy Attila Kristóf, Szécsi Kiesel András, Grandpierre Atilla, Litván Gábor, Beke László, TAT Színpad
- EGY ESTE PLATÓN BARLANGJÁBAN, 1986. VI. 25., Bp., Kavics utca

- ÁTHATATLAN MŰVÉSZET fesztivál a Bp., II., Kavics utcában, 1986. X. 10-12.
- Ármos Ózon: A tengerek kongresszusa (performanszában való részvétel, Bp. XIII., Kassák Klub, 1987. I. 27.

- A Hejettes Szomlyazók és Sebeő Talán műsorai, FMK, Budapest, 1987. február 20. Sebeő Talán graffitifotóinak kiállítása. Megnyitja: Szőke Annamária
- ELSŐ TITANIC FESZTIVÁL (Józsefvárosi Művelődési Ház, 1988. IV. 18.Sebeő Talán "Új népművészet 2050-2192, Leletek a jövőből" című kiállítása, Bartók 32 Galéria, Budapest, 1992. május 22-31.Megnyitó: Tillmann József: A cédrus a csarnok előtt, a kertbe, avagy a népművészet 2050–2192 között Sebeő Talán szerint

### Akciók, performanszok, színpadi produkciók
- Sebeő Talán – Mertlik Ferenc: Lényeglátás és folyamatérzékenység, Gyorskettő fesztivál, Bercsényi Klub, Budapest, 1984
- Sebeő Talán – Várnagy Tibor: Instant series II., Platón barlangja, Budapest, 1986
- Litván Gábor, Hejettes Szomlyazók, Cserélők: A köringő négyszögesítése, FMK, Budapest, 1986
- Érzékenységi búcsú (performansz), 1986

- Litván Gábor, Hejettes Szomlyazók, Cserélők: Alpinisták a pusztán, Egyetemi Színpad, Budapest 1986
- A cserélők és a Hejettes Szomlyazók a budapesti Petőfi Csarnok („PECSA”) melletti Oborzil Edit–Jenei Tibor általi réselt alumíniumharang alá (északi szélesség 47° 30. 844', keleti hosszúság 19° 05. 334') sok más meghívottal egyetemben elásnak 1987-ben a 2037-ben felnyitásra kerülésig pár fontos dolgukat.

- Sebeő Talán, Nagy Attila, Wamper Attila, Elek Is, Beöthy Balázs, Litván Péter: Hatan hatféleképp, Platón barlangja, Budapest 1987
- Sebeő Talán: Come fare uno scambio? (performance a R. A. I.-nak), 1987
- Azakinektudat az erdő szélén – A személytelenség birodalma. (Szécsi Andrással, díszlet: Sugár János) Szkéné Színház, Budapest 1988
- Litván Péter – Sebeő Talán: Az Egy meg a Kettő – Egy dyonüszoszi és egy apollói alkat Glücksverabschiedene a süllyedő Titanic fedélzetén (színdarab), Második Titanic Fesztivál, Budapest 1989
- Attingmola kísérete (in: A civilizáció fejlődésének eddig hiányzó velejárója, a Titanic Társaság fesztiválja, József Attila Művelődési Ház, Budapest 1991)
- Schreidemonstration, Toldi Mozi pincéje, performansz 1991
- Önhatárlepusztítás, performansz Litván Péterrel, Szathmári Botonddal Hársfa u. 43., 1993
- Föllépése a Tundravoice-ban, Harmadik Nulladik Titanic Fesztivál, Verőce 1999
- 10 kicsi igazság, avagy miért érezzük magunkat jobbnak másoknál (A Cseresorozat 15. Titanic Fesztiválja, MÜSZI, Budapest, 2016)

### Előadói, gondolatcserélői tevékenységei
- Gordiusz és Gorgiász, 1984
- Tangó a falon, 1986
- Van-e történelem? 1986
- Van-e fejlődés? 1986
- Filozófiai interaktív műsorai a Magyar Rádió "Táskarádió", "Calypso Rádió" és "Ötödik sebesség" műsoraiban Kőszegi Gáborral hetente (1986-1991)
- A magyarságról Szerb Antal 1987
- Az ürügy tautológiája 1987
- Előadása az undorról, az unalomról, a dühről és az ostobaságról. Hasadt Estélyek, Gazdagréti Művelődési Ház AGM, 1989
- Miképp is lehet beszélni unideologikusan ideologikusról? 1989
- A karmáról 1991
- Szinkronicitás a hipnózis irányából, avagy az idősíkok kvantumfizikai állapotairól 1991
- A módbeliségről 1992
- Az idősíkkutatás alapelveiről 1993
- Az idő vételezése a természeti népeknél 1993
- Viszonyunk az USA-hoz 1993
- A nyúéjdzserek ellen 1993
- Varga Béla hyparchológiai rendszere és Sebeő Taláné 1996
- A Hirdetés újság 32-es ereklyéi 1996
- Viszonyunk Japánhoz 1996
- A sumóról 1996
- Újraindítás – kerekasztal-beszélgetés az épül kínai Titanic és az optimizmus kapcsán, far severö sapirico, Kolundzsija Gábor, Szécsi Kiesel András, Bp., TAT Galéria 2014
- Az Angyalokról, avagy rosszak-e az ördögök? 2014
- A vezeklésekről 2014
- Hogyan legyünk úgy érzékenyebbek, hogy közben ne legyünk sérülékenyebbek? 2014
- A bércgondolkodásról – far severö sapirico előadása a Mies van der Rohe Hausban, Berlin, 2017

### Kiadói és szervezői tevékenység
- A VILÁG ELSŐ NEMZETKÖZI HIRDETŐI SZILVESZTERFESZTIVÁLJA megszervezése, Nagymarosi Művelődési Ház, 1998/99 szilveszter
- A SCI-FILO-HUMOR Tanszék megalapítása, 2002
- A Csere filozófiai fanzine 11 száma 1983-tól 1988-ig (címeik szerint):

Kosarazni egyedül 
Világfilozófia 
Végtelen szeretettel  
Buszosok köszönése 
Ha dáma, welcome 
A fiókomban 
Gyorskettő 
Nyolcadik Csere: Kilencedik Csere 
Borító nélkül 
Mindennek itt az ideje

### Általa szervezett fesztiválok
- Gyorskettő fesztivál, Bercsényi Klub, Budapest, 1984
- Kibontakozáskedvelők fesztivál, Fiatal Művészek Klubja, Budapest, 1985
- Röviden fesztivál, Galéria 11, Budapest, 1985
- Láthatatlan művészet fesztivál, Budapest, 1986
- A "Platón barlangjában" nevű stúdió megteremtése, 1986

- 15 Titanic Fesztivál (Józsefvárosi Művelődési Ház, Razzia (Toldi mozi), Fiatal Művészek Klubja, Picasso Point, R-Klub , MÜSZI ) 1988-tól 2016-ig
- Hasadt estélyek, Gazdagréti közösségi Ház, Budapest, 1989
- Zöld Fesztivál, József Attila Művelődési Ház, Budapest, 1991
- Légy Ott, Toldi mozi, Budapest, 1992
- A mutáns egzotikuma, kortárs est bolgár költőkkel, Szentendre, 1993
- Titanic Évzáró a Műcsarnokban, Műcsarnok, Budapest, 1995
- 25 éves a Titanic Filozofikussági Művészetiskola Gondolatcseresorozata, 1912–Titanic 100–2012, fesztivál a Vajda Lajos Stúdióban
- 31 yrs / Jahre della Austauschfolge I. Ph. K. / Swapseries I. Ph. A.
- A Cseresorozat NFM 15., harminchatprogramos, 2-napos Titanic Fesztiválja, MÜSZI, 2016
- Beke László: Sebeő Talán és a 34-éves Cseresorozat NFM –interdiszciplináris megemlékezés, Magyar Tudományos Akadémia, 2016. XII. 03.

### További tanulmányok
- https://ujjealigetben.blog.hu/2015/02/25/idokapszula_a_varosligetbe
- Sejtetéses kihozás: Sugár János beszélgetése Far Severö Sapirico-val, 2006
- A cédrus a csarnok előtt, a kertben avagy a népművészet 2050 – 2192 között, Sebeő Talán szerint